# Аффинный шифр
Аффинный шифр — это частный случай более общего моноалфавитного шифра подстановки. К шифрам подстановки относятся также шифр Цезаря, ROT13 и Атбаш. Поскольку аффинный шифр легко дешифровать, он обладает слабыми криптографическими свойствами.

## Описание
В аффинном шифре каждой букве алфавита размера {\displaystyle m} ставится в соответствие число из диапазона {\displaystyle 0..m-1}. Затем при помощи модульной арифметики для каждого числа, соответствующего букве исходного алфавита, вычисляется новое число, которое заменит старое в шифротексте. Функция шифрования для каждой буквы
{\displaystyle {\mbox{E}}(x)=(ax+b)\mod {m},}
где модуль {\displaystyle m} — размер алфавита, а пара {\displaystyle a} и {\displaystyle b} — ключ шифра. Значение {\displaystyle a} должно быть выбрано таким, что {\displaystyle a} и {\displaystyle m} — взаимно простые числа. Функция расшифрования
{\displaystyle {\mbox{D}}(x)=a^{-1}(x-b)\mod {m},}
где {\displaystyle a^{-1}} — обратное к {\displaystyle a} число по модулю {\displaystyle m}. То есть оно удовлетворяет уравнению
{\displaystyle 1=aa^{-1}\mod {m}.}
Обратное к {\displaystyle a} число существует только в том случае, когда {\displaystyle a} и {\displaystyle m} — взаимно простые. Значит, при отсутствии ограничений на выбор числа {\displaystyle a} расшифрование может оказаться невозможным.
Покажем, что функция расшифрования является обратной к функции шифрования
{\displaystyle {\begin{matrix}{\mbox{D}}({\mbox{E}}(x))&=&a^{-1}({\mbox{E}}(x)-b)\mod {m}\\&=&a^{-1}(((ax+b)\mod {m})-b)\mod {m}\\&=&a^{-1}(ax+b-b)\mod {m}\\&=&a^{-1}ax\mod {m}\\&=&x\mod {m}.\end{matrix}}}
Количество возможных ключей для аффинного шифра можно записать через функцию Эйлера как {\displaystyle \varphi (m)m}.

## Примеры шифрования и расшифрования
В следующих примерах используются латинские буквы от A до Z, соответствующие им численные значения приведены в таблице.
| A | B | C | D | E | F | G | H | I | J | K  | L  | M  | N  | O  | P  | Q  | R  | S  | T  | U  | V  | W  | X  | Y  | Z  |
| - | - | - | - | - | - | - | - | - | - | -- | -- | -- | -- | -- | -- | -- | -- | -- | -- | -- | -- | -- | -- | -- | -- |
| 0 | 1 | 2 | 3 | 4 | 5 | 6 | 7 | 8 | 9 | 10 | 11 | 12 | 13 | 14 | 15 | 16 | 17 | 18 | 19 | 20 | 21 | 22 | 23 | 24 | 25 |

### Шифрование
В этом примере необходимо зашифровать сообщение «ATTACK AT DAWN», используя упомянутое выше соответствие между буквами и числами, и значения {\displaystyle a=3}, {\displaystyle b=4} и {\displaystyle m=26}, так как в используемом алфавите 26 букв. Только на число {\displaystyle a} наложены ограничения, так как оно должно быть взаимно простым с 26. Возможные значения {\displaystyle a}: 1, 3, 5, 7, 9, 11, 15, 17, 19, 21, 23 и 25. Значение {\displaystyle b} может быть любым, только если {\displaystyle a} не равно единице, так как это сдвиг шифра. Итак, для нашего примера функция шифрования {\displaystyle y=E(x)=(3x+4){\pmod {26}}}. Первый шаг шифрования — запись чисел, соответствующих каждой букве сообщения.
| сообщение         | A | T  | T  | А | C | K  | A | T  | D | A | W  | N  |
| {\displaystyle x} | 0 | 19 | 19 | 0 | 2 | 10 | 0 | 19 | 3 | 0 | 22 | 13 |

Теперь, для каждого значения {\displaystyle x} найдем значение {\displaystyle (3x+4)}. После нахождения значения {\displaystyle (3x+4)} для каждого символа возьмем остаток от деления {\displaystyle (3x+4)} на 26. Следующая таблица показывает первые четыре шага процесса шифрования.
| сообщение                          | A | T  | T  | А | C  | K  | A | T  | D  | A | W  | N  |
| {\displaystyle x}                  | 0 | 19 | 19 | 0 | 2  | 10 | 0 | 19 | 3  | 0 | 22 | 13 |
| {\displaystyle 3x+4}               | 4 | 61 | 61 | 4 | 10 | 34 | 4 | 61 | 13 | 4 | 70 | 43 |
| {\displaystyle (3x+4){\pmod {26}}} | 4 | 9  | 9  | 4 | 10 | 8  | 4 | 9  | 13 | 4 | 18 | 17 |

Последний шаг процесса шифрования заключается в подстановке вместо каждого числа соответствующей ему буквы. В этом примере шифротекст будет «EJJEKIEJNESR». Таблица ниже показывает все шаги по шифрованию сообщения аффинным шифром.
| сообщение                          | A | T  | T  | А | C  | K  | A | T  | D  | A | W  | N  |
| {\displaystyle x}                  | 0 | 19 | 19 | 0 | 2  | 10 | 0 | 19 | 3  | 0 | 22 | 13 |
| {\displaystyle 3x+4}               | 4 | 61 | 61 | 4 | 10 | 34 | 4 | 61 | 13 | 4 | 70 | 43 |
| {\displaystyle (3x+4){\pmod {26}}} | 4 | 9  | 9  | 4 | 10 | 8  | 4 | 9  | 13 | 4 | 18 | 17 |
| шифротекст                         | E | J  | J  | E | K  | I  | E | J  | N  | E | S  | R  |

### Расшифрование
Для расшифрования возьмем шифротекст из примера с шифрованием. Функция расшифрования будет {\displaystyle {\mbox{D}}(y)=a^{-1}(y+m-b){\mbox{ mod }}m}, где {\displaystyle a^{-1}=9}, {\displaystyle b=4} и {\displaystyle m=26}.
Замечание: если каждая {\displaystyle y\geqslant b}, то функция расшифрования принимает вид {\displaystyle {\mbox{D}}(y)=a^{-1}(y-b){\mbox{ mod }}m}. (Точно так же, как и в обозреваемом примере, но разберём общий вариант)
Для начала запишем численные значения для каждой буквы шифротекста, как показано в таблице ниже.
| шифротекст        | E | J | J | E | K  | I | E | J | N  | E | S  | R  |
| {\displaystyle y} | 4 | 9 | 9 | 4 | 10 | 8 | 4 | 9 | 13 | 4 | 18 | 17 |

Теперь для каждого {\displaystyle y} необходимо рассчитать {\displaystyle 9(y+m-4)} и взять остаток от деления этого числа на 26. таблица показывает результат этих вычислений.
| шифротекст                            | E   | J   | J   | E   | K   | I   | E   | J   | N   | E   | S   | R   |
| {\displaystyle y}                     | 4   | 9   | 9   | 4   | 10  | 8   | 4   | 9   | 13  | 4   | 18  | 17  |
| {\displaystyle 9(y+26-4)}             | 234 | 279 | 279 | 234 | 288 | 270 | 234 | 279 | 315 | 234 | 360 | 351 |
| {\displaystyle 9(y+26-4){\pmod {26}}} | 0   | 19  | 19  | 0   | 2   | 10  | 0   | 19  | 3   | 0   | 22  | 13  |

Последний шаг операции расшифрования для шифротекста — поставить в соответствие числам буквы. Сообщение после расшифрования будет «ATTACKATDAWN». Таблица ниже показывает выполнение последнего шага.
| шифротекст                            | E   | J   | J   | E   | K   | I   | E   | J   | N   | E   | S   | R   |
| {\displaystyle y}                     | 4   | 9   | 9   | 4   | 10  | 8   | 4   | 9   | 13  | 4   | 18  | 17  |
| {\displaystyle 9(y+26-4)}             | 234 | 279 | 279 | 234 | 288 | 270 | 234 | 279 | 315 | 234 | 360 | 351 |
| {\displaystyle 9(y+26-4){\pmod {26}}} | 0   | 19  | 19  | 0   | 2   | 10  | 0   | 19  | 3   | 0   | 22  | 13  |
| сообщение                             | A   | T   | T   | A   | C   | K   | A   | T   | D   | A   | W   | N   |

programming language

## Криптоанализ
Так как аффинный шифр является по сути моноалфавитным шифром замены, то он обладает всеми уязвимостями этого класса шифров. Шифр Цезаря — это аффинный шифр с {\displaystyle a=1}, что сводит функцию шифрования к простому линейному сдвигу.
В случае шифрования сообщений на русском языке (т.е. {\displaystyle m=33}) существует 297 нетривиальных аффинных шифров, не учитывая 33 тривиальных шифра Цезаря. Это число легко посчитать, зная, что существует всего 20 чисел взаимно простых с 33 и меньших 33 (а это и есть возможные значения {\displaystyle a}). Каждому значению {\displaystyle a} могут соответствовать 33 разных дополнительных сдвига (значение {\displaystyle b}); то есть всего существует 20*33 или 660 возможных ключей. Аналогично, для сообщений на английском языке (т.е. {\displaystyle m=26}) всего существует 12*26 или 312 возможных ключей. Такое ограниченное количество ключей приводит к тому, что система крайне не криптостойка с точки зрения принципа Керкгоффса.
Основная уязвимость шифра заключается в том, что криптоаналитик может выяснить (путём частотного анализа, полного перебора, угадывания или каким-либо другим способом) соответствие между двумя любыми буквами исходного текста и шифротекста. Тогда ключ может быть найден путём решения системы уравнений. Кроме того, так мы знаем, что {\displaystyle a} и {\displaystyle m} — взаимно простые, это позволяет уменьшить количество проверяемых ключей для полного перебора.
Преобразование, подобное аффинному шифру, используется в линейном конгруэнтном методе (разновидности генератора псевдослучайных чисел). Этот метод не является криптостойким по той же причине, что и аффинный шифр.